# Música clàssica
La música clàssica (també anomenada música acadèmica, música culta o música docta) és un terme que té un sentit ampli i divers. Normalment, el terme fa referència a música arrelada a tradicions occidentals lligades a la idea d'una obra d'art, i contraposada en aquest sentit a la idea d'una música popular més explícitament lligada a l'entreteniment. Sol incloure música vocal i instrumental que abasta un ampli període que va, aproximadament, des del segle ix fins al món contemporani, diversos gèneres de música escènica així com música sorgida en el seu moment com a part del culte religiós.

## Música clàssica i música culta
El terme «música clàssica» no apareix fins a principis de segle xix, a conseqüència de la voluntat de «canonitzar» el període que va des de Johann Sebastian Bach fins a Ludwig van Beethoven, període considerat com una edat d'or de la música. La primera referència al terme «música clàssica» registrada per l'Oxford English Dictionary apareix al voltant de 1836.
El terme «música clàssica» és una expressió genèrica, que pot fer referència a diferents èpoques i estils musicals com:
- La música occidental com a expressió artística «culta», per oposició a la música popular i a la música tradicional, que s'ha ensenyat, après i transmès en institucions i organitzacions específicament dissenyades per a aquesta finalitat (a les capelles de música, als conservatoris, i a les escoles de música, segons els llocs i períodes) i que ha disposat d'un corpus teòric que s'ha anat desenvolupant en paral·lel a la mateixa creació artística, fets que no s'han donat ni en la música popular ni en la tradicional fins a temps molt recents. En aquest sentit, la música occidental «culta» abraça des del segle ix (edat mitjana) fins a l'actualitat, entenent que la música clàssica actual és la que respon al denominador de música contemporània, i que és hereva de la tradició de la música clàssica de períodes anteriors així com dels seus camins de transmissió i de teorització.
Cal esmentar que el qualificatiu de música culta com a sinònim de clàssica no és acceptat per tothom, atès que la música popular es considera l'expressió de la cultura popular, de la mateixa manera que la música tradicional ho és de la cultura tradicional. D'aquesta forma, la música clàssica no és culta en el sentit de pertànyer a una cultura; sinó que ho és en el sentit de ser autoteoritzada.
- La música del període anomenat classicisme va de la segona meitat del segle xviii fins als primers anys del xix. Segons la visió preconitzada per la musicologia alemanya, a l'inici d'aquesta època trobem l'anomenada Escola de Mannheim que s'imposà per tot Europa. Johann Stamitz és qui perfeccionà l'escriptura, fixà les formes instrumentals i fou el primer a organitzar una orquestra simfònica. Tot i que els canvis més visibles es produïren en l'àrea germànica, les influències de l'estil clàssic provenen de diversos punts d'Europa, en especial l'estil forjat pels operistes italians, així com una manera sàvia d'incloure elements del folklore per part de compositors centreeuropeus. Franz Joseph Haydn i Wolfgang Amadeus Mozart són alguns dels compositors més representatius d'aquesta època. Foren els compositors, musicòlegs i teòrics de finals del segle xix els que van considerar que aquest estil, identificat principalment amb una part de les obres creades al món germanoparlant a partir de la dècada de 1760, era veritablement «clàssic». I ho era aplicant d'una forma molt concreta el sentit més general d'aquesta paraula, que s'explica a continuació.
- El concepte de clàssic s'aplica de manera general a tota obra d'art la memòria de la qual perdura al llarg del temps, i esdevé model per a temps i creadors futurs. És en aquest sentit que hom parla, per exemple, de jazz clàssic o rock clàssic, o es descriu quelcom com un «clàssic».

## Característiques
Donada l'àmplia varietat de formes, estils, gèneres i períodes històrics que existeix quan es descriu el terme «música clàssica», és difícil fer una llista completa i precisa de característiques que poden atribuir-se a totes les obres d'aquest tipus.
Són abundants les descripcions vagues, com la descripció de la música clàssica com una cosa que «dura molt temps», una declaració bastant discutible si es tenen en compte compositors contemporanis que es descriuen com a «clàssic» o la música que està interpretada per determinats instruments musicals, com els violins, que també es troben en la música bluegrass, en els musicals de Broadway, i en altres gèneres, com la «música de relaxació» o «música ambiental» de determinats locals. Tanmateix, hi ha característiques que conté el que molts entenen per música clàssica que, en general, contenen poca cosa o res dels altres gèneres de música.

### Instrumentació
La música clàssica i la música popular sovint es distingeixen per l'ús d'uns determinats instruments. Rarament, hi ha altres gèneres en els quals tants instruments són utilitzats per grans grups de manera simultània, com succeeix en les orquestres simfòniques, que sovint contenen cinc o més tipus d'instruments de corda, inclosos violins, violes, violoncels, contrabaixos i l'arpa, set o més tipus d'instruments de vent de fusta, quatre o més d'instruments de vent de metall i una gran diversitat d'instruments de percussió. Els tipus d'instruments presents en les orquestres pot arribar a la desena. També sovint, especialment en l'òpera i l'oratori, hi podem trobar la veu humana.
De manera comparativa, la majoria de gèneres musicals populars impliquen menys instruments. Per exemple, un típic grup de rock estarà format per una bateria, una o dues guitarres i el baix elèctric, un o dos cantants i, sovint, un o més teclats. Per descomptat, es produeixen influències transversals i no és rar observar la presència de seccions de corda en les gravacions de música pop. Així i tot, no són formacions característiques del que es considera una banda de rock o de pop.
Els instruments utilitzats en la música clàssica es van inventar abans de mitjan segle xix, i en general es codificaren durant els segles xvii i xviii. Aquests instruments són els que formen part d'una orquestra simfònica, al costat d'altres instruments solistes com el piano, el clavecí i l'orgue.
En les darreres dècades, han aparegut alguns instruments electrònics, com per exemple la guitarra elèctrica, en obres de música clàssica. Tant els músics clàssics com els de la música popular han experimentat en els últims cinquanta anys amb instruments electrònics, com el sintetitzador, i amb tècniques digitals, com l'ús del sampler o dels sons generats per ordinador, i amb anterioritat, amb sons d'instruments d'altres cultures com el gamelan.
Cap dels instruments que fan de baix existien abans del Renaixement. En la música medieval, els instruments es dividien en dues categories: instruments forts, per a l'ús a l'aire lliure o a l'església, i instruments amb un so més delicat, per a espais interiors. Molts instruments que s'associen avui amb la música popular varen tenir un paper important en els inicis de la música clàssica, com ara les cornamuses, la viola de mà, la viola de roda i alguns instruments de vent de fusta. D'altra banda, en els darrers anys, instruments com la guitarra acústica, relacionats amb la música popular, han guanyat importància en la música clàssica.
Pel que fa a l'afinació, a poc a poc es tendeix a igualar i s'accepta progressivament el temperament igual, que es consolida ja durant el segle xix. Tanmateix, les diferents afinacions històriques perviuen, i són sovint utilitzades quan s'interpreta música de períodes anteriors.

### Forma i execució tècnica
A diferència de la majoria dels estils populars, com la música rock, que tenen com a base la forma de cançó, la música clàssica pot prendre la forma de concert, simfonia, òpera, música de ball, suite, estudi, poema simfònic, entre altres (a part de la mateixa forma de cançó).
Els compositors clàssics sovint aspiren a impregnar la seva música amb una complexa relació entre el seu món afectiu (emocional) i el contingut intel·lectual. Moltes obres de música clàssica fan ús del desenvolupament musical, un procés pel qual un motiu o una idea musical es repeteixen en diferents contextos o en forma modificada. Els gèneres clàssics de la forma sonata i el de la fuga són exemples de formes musicals de desenvolupament.
Tant els compositors com els intèrprets o executants necessiten adquirir un nivell tècnic elevat d'escriptura musical, cosa que fa que hi hagi una quantitat proporcionalment alta de músics clàssics que hagin estudiat en institucions reglamentades (com per exemple, escoles de música o conservatoris), contrastant amb els músics de gènere «popular».
L'acompliment de repertori de música clàssica sovint exigeix un important nivell de domini tècnic per part del músic. El domini de la lectura i la visió de joc de conjunt, la comprensió dels principis harmònics i tonals, el coneixement de l'execució pràctica i una familiaritat amb l'estil o l'expressió musical inherent a un determinat període o compositor són habilitats essencials per a la competència del músic de formació clàssica.

### Complexitat
Les obres del repertori clàssic sovint presenten complexitat en l'ús de l'orquestració, el contrapunt, l'harmonia, el desenvolupament musical, el ritme, el fraseig, la textura i la forma. Mentre que els estils més populars solen escriure's en forma de cançó, la música clàssica destaca pel desenvolupament de formes musicals instrumentals molt sofisticades, com el concert, la simfonia i la sonata. La música clàssica també destaca per l'ús de formes vocals i instrumentals complexes, com l'òpera, en què els solistes i cors vocals interpreten obres dramàtiques escenificades amb una orquestra que proporciona acompanyament.
Les obres instrumentals més llargues sovint es divideixen en peces autònomes, anomenades moviments, sovint amb característiques o esperits contrastats. Per exemple, les simfonies escrites durant el període clàssic es divideixen generalment en quatre moviments: un allegro d'obertura en forma de sonata; un moviment lent, com ara un adagio o un andante; un minuet o un scherzo (en mètrica ternària, com ara 3 per 4), dividit en dues parts amb un trio entremig; i un allegro final, sovint amb forma de rondó i de sonata. Aquests moviments es poden desglossar en una jerarquia d'unitats més petites: primer seccions, després períodes i finalment frases.

## Història
El nucli d'aquesta tradició musical coincideix amb la consolidació del sistema tonal al llarg del segle xvi i el seu apogeu durant el segle xix, període que en anglès s'anomena sovint common practice period (període de pràctica comuna), concepte problemàtic introduït el 1941 i que ha estat justament criticat. La música clàssica europea es diferencia clarament de moltes altres tradicions clàssiques no europees pel sistema de notació musical, resultat d'un llarg camí que comença a la darreria del primer mil·lenni i es consolida al segle xvi. La notació occidental és utilitzada pels compositors per detallar informació sobre l'altura, la velocitat, la mètrica, el ritme i altres detalls sobre les característiques d'una obra musical. Això deixa menys espai per a altres pràctiques, com la improvisació i l'ornamentació ad libitum, que són molt més freqüents en altres tradicions musicals no europees com per exemple en la música clàssica índia o la música tradicional japonesa i en la música popular.
A partir de finals del segle XIX, parlant de música clàssica, se sol dividir-la tradicionalment en èpoques, identificades cadascuna amb determinades tendències estilístiques:
- La música medieval (s. XI - 1400)
- La música del Renaixement (1400 - 1600),
- La música barroca (1600 - 1750)
- El Classicisme (1750 - 1815)
- El Romanticisme (1815 - 1910)
- El període modern i contemporani, que inclou el segle xx (1900 - 2000) i la música contemporània (1975 - actualitat).

En realitat, especialment a partir de finals del segle XX, moltes veus han manifestat creixents reticències cap aquesta divisió, i més en general cap a la possibilitat de pensar la música en termes d'una "evolució" en la que estils i èpoques coincideixen. Avui dia, fins i tot les posicions més conservadores coincideixen en el fet que aquestes dates s'han de considerar molt genèriques i que aquestes categories són totes més o menys arbitràries. Per exemple, l'ús de contrapunt i fuga, que es consideren unes característiques pròpies de l'època barroca, apareixia en algunes obres de Mozart, que es classifica generalment com un model típic de l'època clàssica. Beethoven, que sovint és descrit com un dels fundadors del període romàntic, també utilitzà el contrapunt i la fuga, com també ho va fer Brahms, tradicionalment considerat un compositor romàntic que mai es va considerar com a tal.
El prefix neo és utilitzat per descriure durant el segle xx determinats tipus de composició contemporània que estan escrites en un estil d'un període anterior, com el clàssic, el romàntic o el modern. Pulcinella de Stravinski, per exemple, és una composició neoclàssica perquè estilísticament és similar a les obres del període clàssic.

### Les arrels
No s'ha de confondre la música de l'antiguitat amb el concepte de música antiga, que s'utilitza de manera equivalent a la música clàssica anterior al segle xviii i limitada geogràficament a l'Europa Occidental.
Burgh (2006) suggereix que les arrels de la música clàssica occidental es troben en última instància en l'antic art musical egipci, mitjançant la quironomia i l'antiga orquestra egípcia, de la qual tenim constància en una data tan primerenca com el 2695 aC. El desenvolupament de tons i escales individuals el van realitzar grecs antics com Aristoxen i Pitàgores. Pitàgores va crear un sistema d'afinació i ajudà a codificar la notació musical.
Alguns instruments grecs antics com l'aulos (un instrument de canya) i la lira (un instrument de corda similar a una arpa petita) van acabar donant lloc a alguns instruments moderns de l'orquestra clàssica.

### Període inicial

#### Música medieval
El període medieval inclou la música posterior a la caiguda de Roma fins al 1400. El cant monofònic, també anomenat pla o gregorià, n'és la forma predominant fins als volts del 1100. Els monjos catòlics van desenvolupar les primeres formes de notació musical europea moderna per tal d'estandarditzar la litúrgia de l'Església arreu del món. La música polifònica (més d'una veu) s'expandeix, a partir d'aquest cant monofònic, a finals de l'edat mitjana i durant el Renaixement, i inclou els motets més complexos.
Alguns instruments musicals clàssics europeus tenen arrels en instruments orientals que van ser adoptats des del món islàmic medieval. Per exemple, el rabâb àrab és l'avantpassat de tots els instruments de corda amb arc europeu, incloses la lira, el rabec i el violí.
Molts dels instruments que s’utilitzaven per interpretar música medieval encara existeixen, però amb formes diferents. Els instruments medievals incloïen la flauta travessera, la flauta dolça i instruments de corda polsada (o pinçada) com el llaüt. També existien les primeres versions de l'orgue i el violí (o fídula). Els instruments medievals europeus s’utilitzaven amb més freqüència sols, sovint acompanyats d'una nota de bordó o ocasionalment de més instruments. Almenys ja des del segle xiii i fins al segle xv hi va haver una divisió d'instruments en haut (instruments forts, estridents i per utilitzar a l'exterior) i bas (instruments més silenciosos i íntims). Durant l'alta edat mitjana, la música vocal del gènere litúrgic, predominantment el cant gregorià, era monofònica, utilitzava una única línia de melodia vocal no acompanyada. Els gèneres vocals polifònics, que utilitzaven diverses melodies vocals independents, van començar a desenvolupar-se durant l'edat mitjana central, sobretot a finals del segle xiii i principis del XIV.

#### Música renaixentista
El Renaixement es va estendre des del 1400 fins al 1600 i es caracteritza per un major ús dels instruments, entreteixit de múltiples línies melòdiques, i per l'ús dels primers instruments greus. Els balls de societat es van estendre, de manera que es van començar a estandarditzar les formes musicals adequades a l'acompanyament.
És en aquest moment en què la notació de la música en un pentagrama i altres elements de la notació musical van començar a prendre la forma actual. Aquesta innovació feu possible separar la composició d'una peça de música de la seva transmissió; sense la música escrita, la transmissió era oral i estava subjecta a canvis cada vegada que es transmetia. Amb una partitura musical, una obra de música podria ser realitzada sense que calgués la presència del compositor. La invenció dels tipus mòbils de la impremta al segle xv va tenir conseqüències de gran abast per a la preservació i transmissió de la música.
Molts instruments van néixer durant el Renaixement; d'altres eren variacions o millores sobre instruments que havien existit abans. Alguns han arribat fins als nostres dies; d'altres han desaparegut, per tornar-se a crear per interpretar música amb instruments d'època. Com en l'actualitat, els instruments es poden classificar en metall, corda, percussió i vent de fusta. Els instruments de metall del Renaixement eren tradicionalment tocats per professionals que eren membres de gremis i incloïen la trompeta bastarda o trompeta de colissa, la corneta de fusta, la trompeta sense vàlvules i el sacabutx. Entre els instruments de corda s’incloïen el violí, el rabec, una lira semblant a l'arpa, la samfoina, el llaüt, la guitarra, el cistre i l'orpharion. Els instruments de teclat amb cordes incloïen el clavicèmbal i el clavicordi. Els instruments de percussió inclouen el triangle, la guimbarda, la pandereta, les campanes, la simbomba i diversos tipus de tambors. Els instruments de vent de fusta incloïen la xeremia (un membre primerenc de la família de l'oboè), el tub d'orgue, la cornamusa, la flauta travessera, la flauta dolça o flauta de bec, el baixó i el cromorn. Hi havia orgues senzills, i es limitaven en gran manera a les esglésies, tot i que n'hi havia varietats portàtils. La impremta va permetre estandarditzar les descripcions i especificacions dels instruments, així com les instruccions sobre l'ús.
Va ser a partir d'aquí quan comença el que el compositor nord-americà Walter Piston (1894-1976) va denominar, el 1941, common practice period i que es prolonga fins a la crisi del «sistema tonal», a començament del segle XX. El terme sol abastar aproximadament dos segles i mig i comprèn els períodes barroc, clàssic i romàntic.

#### Música barroca
La música barroca es caracteritza per l'ús d'un contrapunt tonal complex i del baix continu. En aquest temps, la música esdevé més complexa en comparació amb les senzilles cançons de tots els períodes anteriors. Els inicis de la forma sonata s'esbossen en la canzona, amb un concepte més formal del tema i les variacions, i les tonalitats de major i menor es configuren com a mitjans per a la gestió de la dissonància i el cromatisme.
Durant l'època barroca, la música de teclat que es tocava amb clavicèmbal o clavecí i a l'orgue es va fer cada vegada més popular, i els instruments de corda de la família del violí van adoptar la forma generalitzada en l'actualitat. L'òpera com a drama musical escenificat comença a diferenciar-se de les formes musicals dramàtiques anteriors i les formes vocals com la cantata i l'oratori es van fer més freqüents. Els vocalistes, per primer cop, van començar a afegir notes addicionals a la música.
Les teories sobre el temperament van començar a aplicar-se més àmpliament, sobretot perquè permetien una gamma més gran de possibilitats cromàtiques en instruments de teclat difícils d'afinar. Tot i que J. S. Bach no feia servir el temperament igual, tal com s’afina un piano modern, els canvis en els temperaments des del sistema del temperament mesotònic, comú en aquella època, a diversos temperaments que feien que la modulació entre totes les tecles fos musicalment acceptable, feu possible el seu El clavecí ben temprat.
Els conjunts instrumentals van començar a distingir-se per la grandària i es van normalitzar: per un costat, l'orquestra, que s'amplià amb més instruments; i per l'altre, la música de cambra escrita per a petits grups d'instruments. El concert com un vehicle per a l'execució en solitari acompanyat per una orquestra es feu molt conegut, tot i que la relació entre solista i orquestra era relativament senzilla.
Una diferència important entre la música barroca i la clàssica que la va seguir és que els tipus d'instruments utilitzats en els conjunts barrocs eren molt menys estandarditzats. Un conjunt barroc podia incloure un dels diversos tipus d'instruments de teclat (per exemple, orgue de tub o clavicèmbal), instruments de corda afegits (per exemple, un llaüt), instruments de corda fregada, vents de fusta i vents de metall, i un nombre no especificat d'instruments de baixos que interpreten el baix continu (per exemple, un violoncel, un contrabaix, una viola, un fagot, un serpent, etc.).

#### El classicisme musical
El període clàssic, aproximadament entre 1750 i 1820, va establir moltes de les normes de composició, presentació i estil, i el piano hi esdevé el principal instrument de teclat. Les forces bàsiques que requereix una orquestra foren normalitzades (tot i que el potencial d'una àmplia gamma d'instruments ha estat desenvolupat en els segles següents). La música de cambra inclourà els conjunts amb el nombre més gran d'artistes intèrprets o executants com per serenates (de 8 a 10) L'òpera continua ampliant-se amb estils regionals a Itàlia, França, i les terres de parla alemanya. L'òpera bufa, o còmica, guanyà popularitat. La simfonia hi entrà com a forma musical, i el concert es desenvolupà com un vehicle per a la mostra de destresa del joc virtuós. L'orquestra ja no necessita un clavecí (que havia estat part del tradicional continu en l'estil barroc) i sovint la dirigeix el primer violinista (que ara anomenen concertino).
Els instruments de vent es refinen en el període clàssic. Si bé els instruments de doble llengüeta com l'oboè i el fagot es normalitzen en el Barroc, la família del clarinet no rep un ús ampli fins a Mozart en l'orquestra i la música de cambra.

#### Música romàntica
La música de l'època romàntica, des del 1820 al 1910, es caracteritza per una major atenció a la melodia i el ritme, així com per elements expressius i emocionals, en paral·lel amb el Romanticisme en altres formes d'art, amb l'especificitat que la historiografia musical sol aplicar aquest concepte d'una forma dràsticament diferent, ja que en pintura i literatura el Romanticisme sol començar molt abans i, sobretot, no prolongar-se més enllà de les primeres quatre dècades del segle XIX.
A la música catalogada avui dia com a "romàntica", les formes musicals comencen a trencar-ne les clàssiques (com les que encara s'estaven codificant), amb peces de forma lliure amb títols com nocturn, fantasia, i preludi. La música esdevé més cromàtica, dissonant, i tonalment acolorida, amb tensions (respecte a les normes acceptades de les formes majors) cada vegada més grans. La cançó d'art (o Lied) arriba a la maduresa en aquesta època, igual que l'epopeia de les escales de gran òpera, que culmina amb Richard Wagner en el cicle de l'Anell.
En el segle xix, les institucions musicals van poder separar-se del control dels patrons rics, i els compositors i músics van ser capaços de compondre independentment dels capricis de la noblesa. Hi ha un creixent interès en la música per la creixent classe mitjana a tota l'Europa occidental que crea organitzacions per ar estimula l'ensenyament, el rendiment i la preservació de la música. El piano modern, en part pels avenços de la metal·lúrgia, es fa assequible i molt popular entre la classe mitjana. La majoria d'orquestres simfòniques amb una llarga història es funden en aquesta època. Alguns músics i compositors foren estrelles del dia. Alguns, com Franz Liszt i Niccolò Paganini, compleixen les dues funcions.
Augmenta la diversitat d'instruments utilitzats, especialment en les orquestres i va aparèixer una gamma més àmplia d'instruments de percussió. Els instruments de metall hi tenen un paper més important gràcies que la incorporació de les vàlvules rotatives en el mecanisme de l'instrument fa possible que poguessin exercir una gamma més àmplia de notes. La mida de l'orquestra, generalment al voltant de 40 instruments en el classicisme, creix fins a sobrepassar el nombre de 100. Per exemple, la Simfonia dels mil de Gustav Mahler, del 1906, requereix més de 150 instrumentistes i un cor de més de 400 cantants.
La influència de les idees musicals també comença a estendre's més enllà de les fronteres d'Europa, quan la cultural europea col·labora en l'expansió colonial en altres parts del món. També hi va haver una expansió arreu d'Europa, especialment cap al final de l'era del nacionalisme musical, moviment que era el ressò, en alguns casos, d'importants sentiments polítics. Així, compositors com Edvard Grieg, Nikolai Rimsky-Korsakov i Antonín Dvořák, integren la música tradicional de la seva terra en les composicions.

### Segle XX. Música moderna i contemporània
L'era moderna comença amb la música impressionista, entre 1910 i 1920, escrita pels compositors francesos que anaven en contra de les tradicionals formes de l'art alemany i de la música en general. En la música impressionista Erik Satie, Claude Debussy i Maurice Ravel utilitzaven l'escala pentatònica, que flueix lliure de frases i ritmes.
El modernisme, entre 1905 i 1985, significà un període en què molts compositors van rebutjar certs valors del període de «pràctica comuna», com la tonalitat tradicional, la melodia, la instrumentació i l'estructura. El terme música contemporània a vegades es fa servir per a descriure la música composta a finals del segle XX fins als nostres dies.

## Importància de la notació escrita
La música clàssica es considera principalment una tradició musical escrita, que conserva la notació musical en comptes de ser transmesa per via oral, de memòria, o en enregistraments d'actuacions particulars. Si bé hi ha diferències entre les diferents interpretacions d'una obra clàssica, una peça de música clàssica sol transcendir qualsevol interpretació. La impressió de partitures amb totes les instruccions per executar-les, ajuda a vulgaritzar la música. La partitura però, no acostuma a contenir instruccions explícites quant a la forma d'interpretar la peça en termes de producció i rendiment, a més d'instruccions de la dinàmica, el temps i d'expressió, la qual cosa es deixa a discreció dels artistes intèrprets o executants, que són guiats per l'experiència personal i l'educació musical i la pràctica.

Tanmateix, la improvisació hi continua tenint un paper important. Un vestigi d'aquesta tradició d'improvisació es pot sentir en la cadència d'un passatge, principalment en concerts i obres en solitari, dissenyat per permetre als virtuosos exhibir les habilitats d'improvisar en l'instrument. Per músics menys talentuoses, de vegades s'imprimeix una cadència.
La transmissió escrita, juntament amb la veneració atorgada a certes obres clàssiques, ha donat lloc a l'expectativa que els intèrprets executaran una obra de tal manera que hi veurem en detall les intencions del compositor. Així, els artistes intèrprets o executants de música clàssica sovint assoleixen unauna gran fama com a virtuosos, tot i no ser-ne compositors.

Una altra conseqüència de la primacia de la partitura escrita del compositor és que la improvisació té un paper relativament menor en la música clàssica, en marcat contrast amb la tradició del jazz, en què la improvisació és fonamental. La improvisació en la música clàssica tingué un rendiment molt més comú durant l'època barroca que en els segles xix i xx.

## Influència
Un dels criteris utilitzats per a distingir les obres de música clàssica és el cànon cultural de durabilitat. Tanmateix, això no és un signe distintiu de la música clàssica sempre: si bé les obres de Bach continuen sent àmpliament todades i tenen un gran prestigi, poques vegades es fan.

### Música popular i tradicional
La música clàssica sovint fa servir temes o citacions de la música popular. L'Obertura acadèmica festiva de Brahms compost per a celebrar l'inici de l'any acadèmic cita algunes cançons d'estudiants ; Kurt Weill ho fa en l'Òpera de tres rals. Compositors clàssics com ara Antonín Dvořák, Edvard Grieg, Bartók, Peter Benoit i Bedřich Smetana,també fan servir temes populars de la música oral per donar un toc de nacionalisme a llurs obres. La influència del jazz i en la primera meitat del segle xx, entre ells el compositor Maurice Ravel, en la sonata per a violí i piano titulada Blues.
Alguns compositors clàssics postmoderns, minimalistes i postminimalistes, reconeixen el seu deute amb la música popular. Hi ha, tanmateix, molts exemples de iinfluència en direcció oposada, amb cançons populars que reprenen temes de la música clàssica, com l'ús del cànon de Pachelbel que s'ha fet des de la dècada del 1970, i el fenomen musical de cruïlla, en què alguns músics han tingut succés en l'àmbit de la música popular. Un exemple notable n'és Hooked on Classics (Enganxat de clàssics), una sèrie de gravacions realitzades per la Royal Philharmonic Orchestra a la dècada del 1980. Algunes bandes de rock com Emerson, Lake and Palmer han enregistrat composicions clàssiques.

### Música comercial
Alguns productes bàsics de la música clàssica sovint s'utilitzen comercialment, és a dir, ja sigui en la publicitat o en les bandes sonores de pel·lícules fetes per a entreteniment. En anuncis publicitaris de televisió, per exemple, s'utilitzà l'obertura de Richard Strauss de l'obra Also sprach Zarathustra, famosa per aparèixer en un dels moments culminants de la pel·lícula 2001: Una odissea de l'espai, i l'obertura de la secció «O Fortuna» del Carmina Burana de Carl Orff. Altres exemples, en el mateix sentit, són els «Dies Irae» del Rèquiem de Verdi, la peça «Al palau del rei de la muntanya» de Peer Gynt d'Edvard Grieg, l'obertura de Beethoven de la Simfonia Núm. 5, etc. De la mateixa manera, el cinema i la televisió sovint arrabassen clixés de la música clàssica per transmetre el refinament o l'opulència.

### Educació
Durant el decenni del 1990, alguns articles científics i llibres populars pregonaren l'anomenat efecte Mozart: en algunes proves es treien millors resultats si s'havia estudiat escoltant Mozart. La versió popularitzada de la controvertida teoria aparegué succintament en el New York Times pel columnista de música: «…els investigadors han determinat que sentir música de Mozart en realitat et fa més intel·ligent.» Florida aprovà una llei que obligava els nens a les escoles estatals a escoltar música clàssica cada dia, i el 1998 el governador de Geòrgia va destinar un pressupost de 105.000 dòlars anuals per proporcionar a cada nen nascut a Geòrgia una cinta o CD de música clàssica. Un dels coautors dels estudis de l'efecte Mozart comentà: «No crec que pugui fer cap mal. Estic disposat a facilitar als nens experiències culturals meravelloses. Però crec que els diners estarien millor invertits en programes d'educació musical».

## Festvials de música clàssica
Als territoris de parla catalana hi conviuen diversos festivals dedicats a la música clàssica i des de perspectives molt diverses. Entre ells destaquen:

### Catalunya
- Festival de Peralada
- Festival Internacional de Música Pau Casals a Prada de Conflent
- Festival Jordi Savall al Monestir de Santes Creus
- Festival de Torroella de Montgrí
- Festival de Pàsqua de Cervera
- Festival ReAfina de Badalona
- Festival Internacional de Música Clàssica de Sant Fruitós de Bages

### País Valencià
- Les Arts de València
- Early Music Morella
- Setmana Gran del Piano d'Alcoi

### Illes Balears
- Festival Internacional de Música de Pollença
- Festival Chopin de Valldemossa

### Andorra
- Festival Internacional Narciso Yepes
- ClassicAnd

### L'Alguer (Sardenya)
- Festes de Sant Miquel